# معبد ماسوني

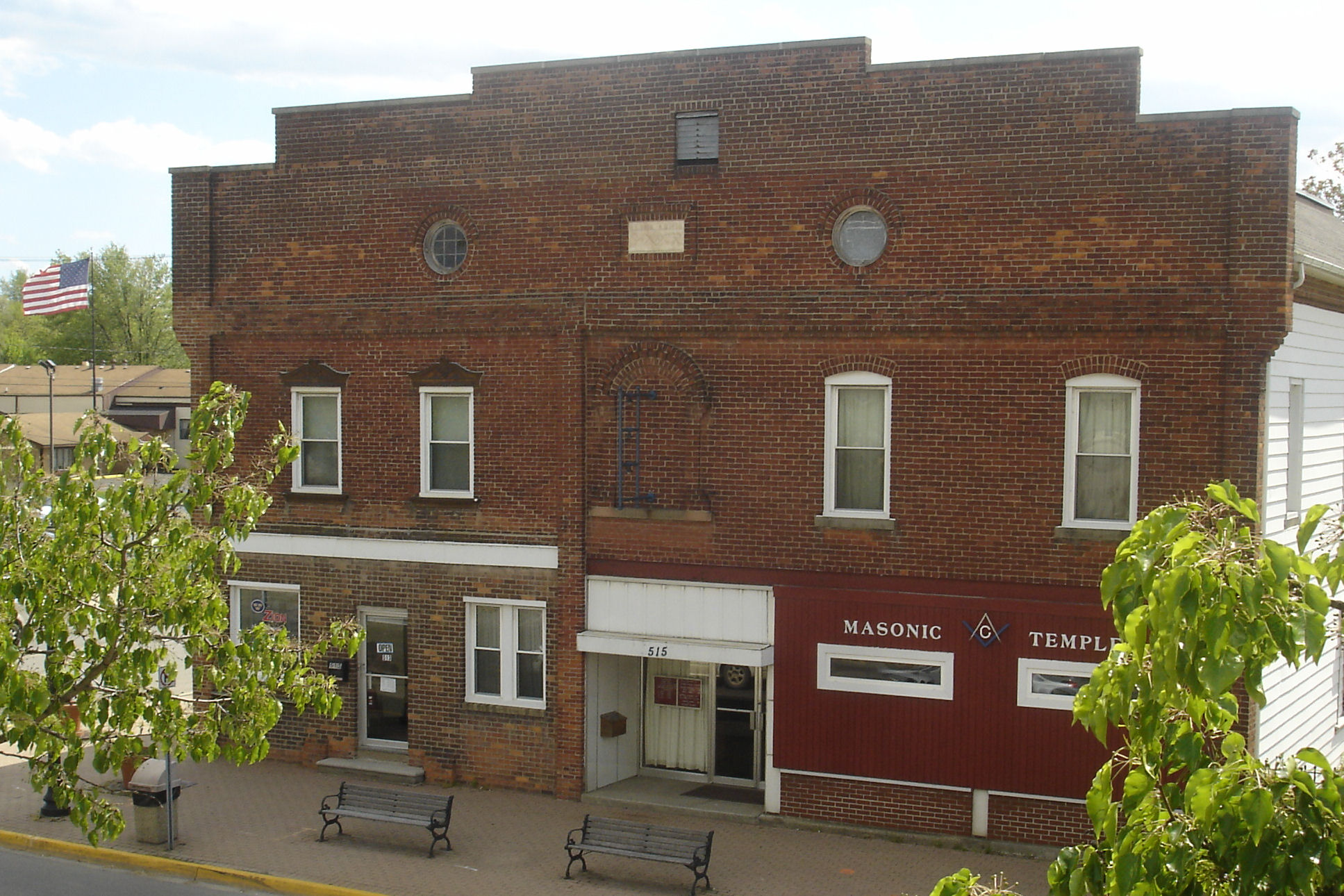
معبد ماسوني صغير في ميشيغان

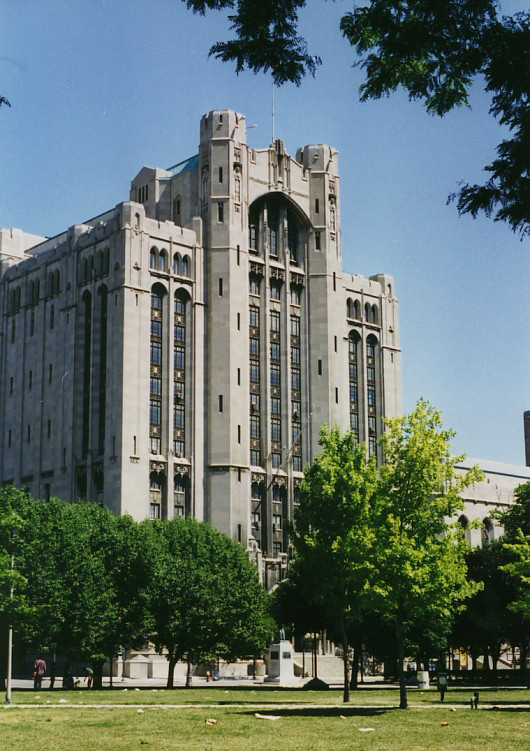
أكبر معبد ماسوني في العالم يقع في ديترويت، ميشيغان

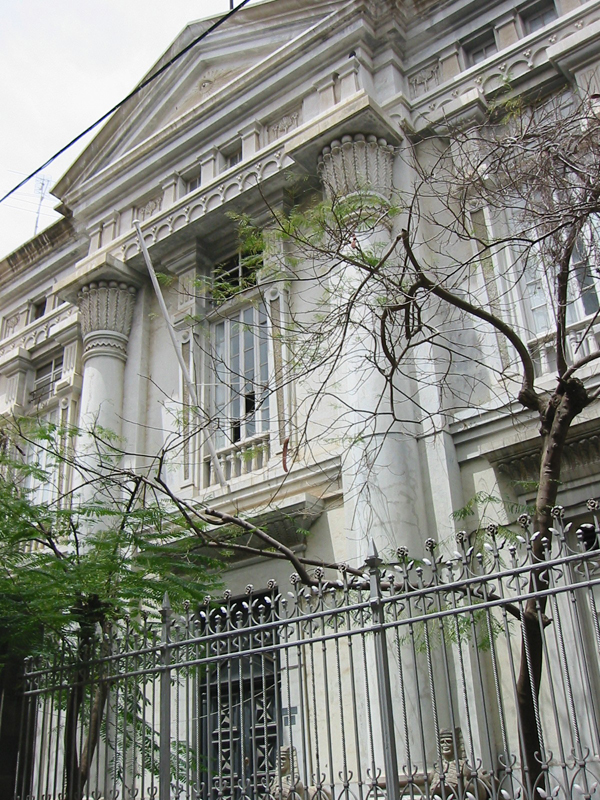
معبد سانتا كروث دي تينيريفه الماسوني في إسبانيا

المعبد الماسوني (بالإنجليزية: Masonic Temple)‏ هو مصطلح يستخدم عادة في الماسونية مع معان متعددة ولكنها ذات صلة. يستخدم لوصف الأهداف الروحية، مفهوم الطقوس الماسونية عند الاجتماع في المحفل الماسوني، والغرف المادية التي تجتمع بها المحافل. وعندما يستخدم لوصف المبنى، يكون مرادفا لمصطلح المحفل الماسوني.